# US-amerikanische Badmintonmeisterschaft 1990
Die US-amerikanische Badmintonmeisterschaft 1990 fand im Frühjahr 1990 in Colorado Springs statt. Es war die 50. Auflage der nationalen Titelkämpfe im Badminton in den USA.

## Titelträger
| Disziplin    | Sieger                     |
| ------------ | -------------------------- |
| Herreneinzel | Chris Jogis                |
| Dameneinzel  | Linda Safarik-Tong         |
| Herrendoppel | Chris Jogis Benny Lee      |
| Damendoppel  | Ann French Joy Kitzmiller  |
| Mixed        | Thomas Reidy Traci Britton |